# Magyar szöcskeegér
A magyar szöcskeegér (Sicista trizona) az emlősök (Mammalia) osztályának rágcsálók (Rodentia) rendjébe, ezen belül az ugróegérfélék (Dipodidae) családjába tartozó faj.
Alapjában véve kizárólag a Kárpát-medence egyes országaiban volt megtalálható, mint Magyarország, Románia, Ausztria és Szlovákia. Azonban már csak Magyarországon és Romániában él, ausztriai és szlovákiai elterjedésének állapota kihaltnak számít. Mai populációi a magyar Borsodi-Mezőség térségében és az erdélyi Kolozsvár közelében találhatók. Egykor Magyarország több területén is élt, ahol végül teljesen eltűnt, így Baján, a Hernád-völgyben, Budapesten, a Dunántúlon, az Alföldön, a Kiskunságon és Hortobágyon is.
Apró méretű emlősfaj, testhossza 54–66 milliméter, amihez farka még 63–95 millimétert tesz hozzá, testtömege 3,5–14,5 gramm. Teste általában sárgás vagy barnás árnyalatú, a fiatalok szőrzete még élénkebb színű. A háton egy sötét sáv látható gyakran még két világosabb csíkkal annak oldalán. Különféle növénytársulások alkotta területek lakója. Kis üregekben élnek a föld alatt. A magyar szöcskeegér veszélyeztetett faj, Magyarországon fokozott védelmet élvez, és eszmei értéke 1 millió Ft-nak felel meg.

## Alfajai
A faj két alfajjal rendelkezik, amik a következők:
- Sicista trizona trizona – a Borsodi-Mezőség területén
- Erdélyi szöcskeegér (Sicista trizona transylvanica) – Kolozsvár közelében

## Elterjedése
A faj alapvetően a Kárpát-medence területein endemikus, azaz őshonos. Eredetileg kifejezetten Magyarország, Románia, Ausztria és Szlovákia vidékein volt fellelhető. Viszont elterjedése mára csak Magyarországra és Romániára korlátozódott, Ausztriában és Szlovákiában pedig országosan kihaltnak tekinthető. Összesen két populációja ismert, amik egyben alfajai is: az egyik a magyar Borsodi-Mezőségen, a másik Romániában, Kolozsvár mellett található.
Schmidt Egon magyar ornitológus Magyarország több területéről összegyűjtött bagolyköpetekben bukkant rá magyar szöcskeegerek maradványaira. Legfontosabb feljegyzései szerint a magyar szöcskeegér egykor Baján és a Hernád-völgyben is élhetett, és megtalálta már a faj maradványait a Budai-hegység nyugati lábánál, Telkin gyűjtött köpetekben is. Ez feljegyzés egyértelműen azt mutatja, hogy korábban a Dunántúlon is előfordult, még Budapest közelében is. Régen még az Alföldön is gyakran előfordulhatott, de mára állománya ott is jelentősen lecsökkent. Továbbá a Kiskunság és a Hortobágy is a faj korábbi lelőhelyei közé tartozott.
A magyar szöcskeegér valószínűleg még a milleniumon[pontosabban?] is élhetett a Hernád-völgyben, viszont a populáció nagyon kis méretű lehetett. A faj elterjedési területe az 1970-es évektől a Hernád-völgyben valószínűleg felére csökkent, de még mindig viszonylag nagy élőhelydarabok voltak találhatók a területen és nem csökkent annyira, hogy a faj eltűnjön onnan. Azonban a 2010-es években a magyar szöcskeegér vélhetőleg már teljesen kihalt a Hernád-völgyben.

## Megjelenése

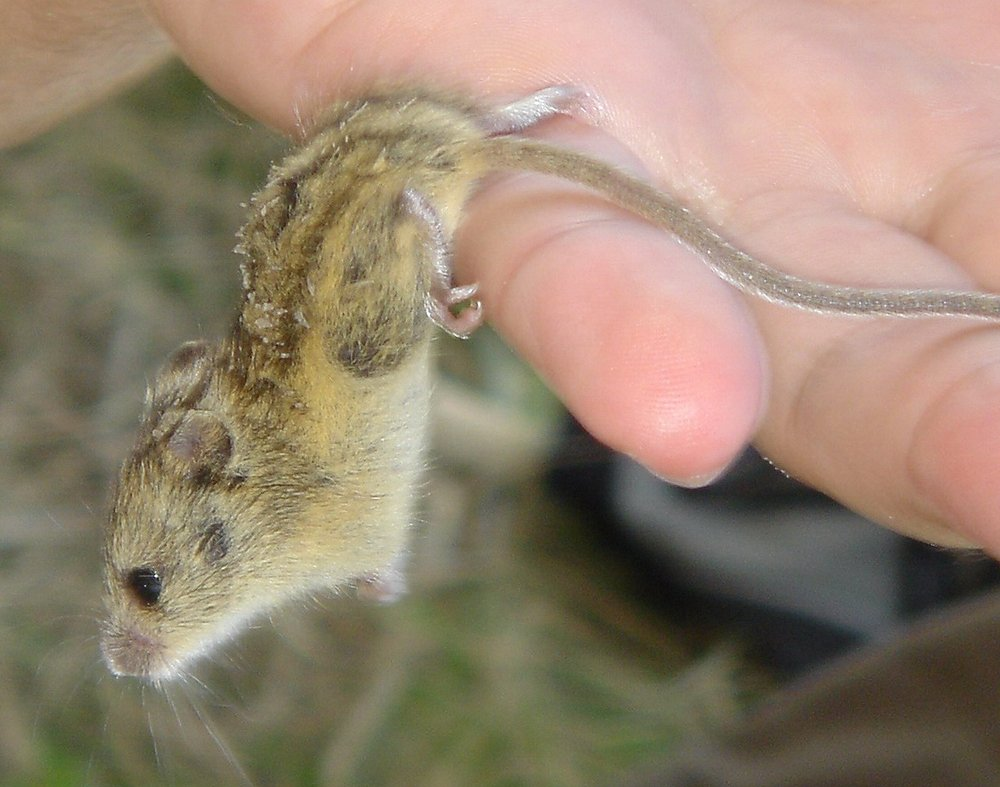
Fiatal egyed sárgás árnyalattal

A magyar szöcskeegér testhossza 54 és 66 milliméter között váltakozik, testének tömege 3,5–14,5 gramm, farka pedig 63–95 milliméter hosszú. A faj a legkisebb mérettel rendelkezik a csíkos egerek (Sicista) nemében. A test felső részei lehetnek világos sárgásak, sötétbarnák vagy barnás sárgák, míg az alsó részei általában világosabb barnák. Az állat hátán látható egy élesen meghatározott fekete sáv, amit gyakran két oldalról keskeny, világosabb csíkok szegélyezhetnek. Azonban a három csík jelenléte nem mindig egyértelmű jellemző az azonosítása céljából. A bunda színe változhat az évszakoktól és az életkortól függően. A fiatal egyedek általában élénkebb háti szőrzettel rendelkeznek, oldalaikon élénk sárga árnyalattal és fekete csíkokkal. Nyáron a felnőtt példányok hátulsó szőrzete általában szürkésbarna árnyalatú.

## Életmódja
A faj számos különböző növényközösségben megtalálható, de tapasztalatok alapján kifejezetten vonzódik a gyomnövényekben gazdag magaskórósokhoz a marhalegelőkön. Legtöbbször nem ás magának üreget, inkább más rágcsálók elhagyott lyukait vagy egyéb menedékként alkalmazható helyeket használ. A vadonban időnként szociális szerveződést mutathatnak, mivel kisebb csoportokban is megtalálhatók optimális élőhelyeken. Fogságban gyakran agresszívak egymás és más kis rágcsálók felé, viszont néha békében is tudnak táplálkozni egymás társaságában.

## Szaporodása
10 centiméterrel a föld alatt egy üregben 6–8 centiméter átmérőjű fészket készítenek, amit növényekkel bélelnek. Májusban kifejezetten aktívak, mivel akkor van a szaporodási időszakuk. A nőstény általában 3–5 kölyköt hoz világra egy alomban. Az utódok gyorsan fejlődnek, 17 napos korukban kezdik először kinyitni a szemüket, 25 naposan pedig már elhagyták a fészket és járni is képesek.

## Kutatása
Korábban csíkos szöcskeegérként (Sicista subtilis) osztályozták a fajt, de azóta több kutatás után átsorolták magyar szöcskeegérre, melynek Frivaldszky Imre magyar természettudós a trizona fajnevet adta. Az első tudományos kutatást a fajon Méhelÿ Lajos magyar zoológus végezte el a pénisztüskék, a hím nemi szerv makkja alatti kemény kinövések morfológiája alapján. Ezáltal elválasztotta a faj alföldi gyepes területeken élő populációját S. trizona trizona alfajként. Viszont később a pénisztüskék anatómiai jellemzőjének újraértékelése és egyéb genetikai tanulmányok arra a következtetésre vezetettek, hogy a trizona alfajt fajszintre emeljék, és bemutassák az erdélyi szöcskeegeret (S. t. transylvanica) egy új alfajként.

## Természetvédelmi helyzete
Az élőhelyeinek nem megfelelő gondozása és a területek pusztítása komoly veszélyeztetést okozhat a faj számára. Ez az első emlősfaj, amelyet Magyarországon veszélyeztetett státuszúvá minősített a Természetvédelmi Világszövetség (IUCN). A magyar szöcskeegér Magyarországon fokozottan védett fajnak számít, eszmei értéke 1 000 000 Ft. 

### Védelmi erőfeszítések
A Bükki Nemzeti Park igazgatósága és a Magyar Természettudományi Múzeum szakemberei a Borsodi-Mezőségen elfogtak két párt a fajból, amit a Fővárosi Állat- és Növénykertbe szállítottak egy zárt populáció létrehozása céljából, ami akár segíthet a faj megmentésében.